# Diane Rowe
Diane Rowe, gift Schöler, född 14 april 1933 i Marylebone i London, död 19 juni 2023 i Kaarst, Nordrhein-Westfalen, var en brittisk-tysk bordtennisspelare och världsmästare i dubbel, och europamästare i dubbel och lag. 
Hon spelade sitt första VM 1951 och 1973, 22 år senare, sitt 15:e och sista. 
Under sin karriär tog hon 20 medaljer i bordtennis-VM, två guld, åtta silver och tio brons. Hon deltog även i sju bordtennis-EM, där hon tog 14 medaljer, fyra guld, fem silver och fem brons.

## Karriär
De två tvillingsystrarna Rowe, Diane och Rosalind föddes 1933. Vid 14 års ålder började hon på allvar att spela pingis. De var medlemmar i en föreningen i Ealing i västra London, där flerfaldige världsmästaren Viktor Barna var tränare. Hon var vänsterhänt och fram till VM 1951 var hennes spel försvarsinriktat för att sedan gå över till en offensiv spelstil. Tillsammans med sin syster Rosalind Rowe spelade hon fem raka dubbelfinaler i VM mellan 1951 och 1955, och vann två av dem, 1951 och 1954. De kom ofta att kallas the Rowe twins (Rowe tvillingarna). 1962 och 1964 vann hon dubbeln i bordtennis-EM tillsammans med Mary Shannon.
Tillsammans med sin syster Rosalind gav hon 1955 ut boken The Twins on Table Tennis och 1965 boken Table Tennis.
I början av 1966 gifte hon sig med den tyska bordtennisspelaren Eberhard Schöler, tillsammans har de en dotter.

## Meriter
- Bordtennis VM
  - 1951 i Wien
    - 1:a plats dubbel (med Rosalind Rowe)
    - 3:e plats mixed dubbel (med Johnny Leach)
    - 3:e plats med det engelska laget

  - 1952 i Bombay
    - 2:a plats dubbel (med Rosalind Rowe)
    - 2:a plats mixed dubbel (med Johnny Leach)
    - 3:e plats med det engelska laget

  - 1953 i Bukarest
    - 3:e plats singel
    - 2:a plats dubbel (med Rosalind Rowe)
    - Kvartsfinal mixed dubbel
    - 2:a plats med det engelska laget

  - 1954 i London
    - Kvartsfinal singel
    - 1:a plats dubbel (med Rosalind Rowe)
    - Kvartsfinal mixed dubbel
    - 3:e plats med det engelska laget

  - 1955 i Utrecht
    - Kvartsfinal singel
    - 2:a plats dubbel (med Rosalind Rowe)
    - 3:e plats med det engelska laget

  - 1956 i Tokyo
    - Kvartsfinal singel
    - 3:e plats dubbel (med Ann Haydon)
    - 2:a plats med det engelska laget

  - 1957 i Stockholm
    - 2:a plats dubbel (med Ann Haydon)
    - Kvartsfinal mixed dubbel

  - 1959 i Dortmund
    - 3:e plats dubbel (med Ann Haydon)

  - 1961 i Peking
    - Kvartsfinal singel

  - 1963 i Prag
    - 2:a plats dubbel (med Mary Shannon)

  - 1965 i Ljubljana
    - 3:e plats med det engelska laget

  - 1967 i Stockholm
    - Kvartsfinal mixed dubbel

  - 1969 i München
    - Kvartsfinal singel
    - Kvartsfinal mixed dubbel
    - 5:e plats med det tyska laget

  - 1971 i Nagoya
    - 3:e plats mixed dubbel (med Eberhard Schöler)
    - 7:e plats med det tyska laget

  - 1973 i Sarajevo
    - 7:e plats med det tyska laget

- Bordtennis EM
  - 1958 i Budapest
    - Kvartsfinal singel
    - 3:e plats dubbel (med Ann Haydon)
    - 1:a plats med det engelska laget

  - 1960 i Zagreb
    - 3:e plats singel
    - 2:a plats med det engelska laget

  - 1962 i Västberlin
    - 2:a plats singel
    - 1:a plats dubbel (med Mary Shannon)
    - 3:e plats mixed dubbel (med Robert Stevens)
    - 2:a plats med det engelska laget

  - 1964 i Malmö
    - 1:a plats dubbel (med Mary Shannon)
    - Kvartsfinal mixed dubbel
    - 1:a plats med det engelska laget

  - 1966 i London
    - Kvartsfinal singel
    - 3:e plats dubbel (med Mary Shannon)

  - 1968 i Lyon
    - 3:e plats dubbel (med Kathleen Thompson)

  - 1970 i Moskva
    - Kvartsfinal singel
    - 2:e plats dubbel (med Ágnes Simon)
    - Kvartsfinal mixed dubbel
    - 7:e plats med det tyska laget

  - 1972 i Rotterdam
    - Kvartsfinal singel
    - Kvartsfinal dubbel
    - 2:e plats med det tyska laget

- Europa Top 12
  - 1972 i Zagreb: 8: plats
  - 1973 i Böblingen: 11:e plats

- Internationella Mästerskap
  - 1952 Nederländerna – 1:a plats singel
  - 1953 Nederländerna – 1:a plats singel
  - 1953 Frankrike – 1:a plats singel
  - 1956 Nederländerna – 1:a plats singel
  - 1960 Tyskland – 2:a plats singel
  - 1960 Tyskland  – 1:a plats dubbel (med Kathleen Thompson)
  - 1961 Nederländerna – 1:a plats dubbel (med Rosemarie Gomolla)
  - 1961 Wales – 1:a plats singel
  - 1962 Nederländerna – 1:a plats singel
  - 1962 Wales – 1:a plats singel
  - 1962 (Dez.) Wales – 1:a plats singel
  - 1964 Belgien - 1:a plats singel
  - 1964 Irland – 1:a plats singel
  - 1964 Tyskland – 3:e plats singel, 2:a plats dubbel (med Mary Shannon)
  - 1965 Tyskland – 2:a plats singel, 1:a plats dubbel (med Mary Shannon)
  - 1966 Tyskland – 3:e plats singel, 1:a plats dubbel (med Mary Shannon)
  - 1968 Nederländerna – 1:a plats singel, 1:a plats mixed dubbel (med Eberhard Schöler)
  - 1969 Ungarn – 1:a plats singel, 1:a plats mixed dubbel Eberhard Schöler)
  - 1969 Belgien – 1:a plats dubbel (med Ágnes Simon), 1:a plats mixed dubbel Eberhard Schöler)
  - 1969 England – 1:a plats mixed dubbel (med Eberhard Schöler)
  - 1970 Tyskland – 2:a plats dubbel (med Ágnes Simon), 3:e plats mixed dubbel Eberhard Schöler)
  - 1970 CSSR – 1:a plats mixed dubbel Eberhard Schöler)
  - 1972 Tyskland – 3:e plats dubbel (med Edit Wetzel)
  - 1972 Österrike – 1:a plats dubbel (med Ágnes Simon)

- Tyska nationella mästerskapen
  - 1967 i Berlin: 2:a plats singel, 2:a plats dubbel (med Wiebke Hendriksen), 1:a plats mixed dubbel (med  Eberhard Schöler)
  - 1969 in Hagen: 2:a plats singel, 2:a plats dubbel (med Wiebke Hendriksen), 3:e plats mixed dubbel (med  Eberhard Schöler)
  - 1970 in Frankfurt/Main: 1:a plats singel, 1:a plats dubbel (med Wiebke Hendriksen), 3:e plats mixed dubbel (med Eberhard Schöler)
  - 1971 in Hannover: 3:e plats singel, 1:a plats dubbel (med Ágnes Simon), 3:e plats mixed dubbel (med Eberhard Schöler)
  - 1972 in Karlsruhe: 1:a plats singel, 1:a plats dubbel (med Ágnes Simon), 3:e plats mixed dubbel (med Eberhard Schöler)
  - 1973 in München: 3:e plats singel, 3:e plats dubbel (med M.Block), 1:a plats mixed dubbel (med Eberhard Schöler)

- Engelska nationella mästerskapen
  - 1960: 1:a plats singel, 1:a plats mixed dubbel (med Johnny Leach)
  - 1961: 1:a plats singel
  - 1962: 1:a plats singel, 1:a plats mixed dubbel (med Johnny Leach)
  - 1964: 1:a plats singel, 1:a plats mixed dubbel (med I.O.Harrison)
  - 1965: 1:a plats mixed dubbel (med G.C.Barnes)

- Engelska internationella mästerskapen
  - 1950–1955: 1:a plats dubbel (med Rosalind Rowe)
  - 1956: 1:a plats dubbel (med Ann Haydon)
  - 1960: 1:a plats dubbel (med Catherine Best)
  - 1962: 1:a plats singel
  - 1962–1965: 1:a plats dubbel (med Mary Shannon)